# Gustavo Martín Garzo
Gustavo Martín Garzo, né en 1948 à Valladolid, est un écrivain espagnol.

## Biographie
Licencié en Philosophie et Lettres dans la spécialité de Psychologie, il est le fondateur des revues littéraires Un ángel más et El signo del gorrión. Il a collaboré par ses articles avec les médias les plus importants du pays. Il a participé à de multiples congrès de littérature. Il est marié avec Esperanza Ortega également écrivain.

## Œuvres

### Romans
- (es) Una tienda junto al agua, 1991
- (es) El amigo de las mujeres, 1991Prix Emilio Hurtado. Relatos
- (es) El lenguaje de las fuentes, 1993Prix national de littérature narrative 1994
- (es) Marea oculta, 1993Prix Miguel Delibes
- (es) La princesa manca, 1995
- (es) La vida nueva, 1996
- (es) Los cuadros del naturalista, 1997
- (es) Ña y Bel, 1997
- Le Petit Héritier, Éditions Flammarion, 2002 ((es) El pequeño heredero, 1997), trad. Gabriel Iaculli, 340 p.  (ISBN 2-08-068217-2)
- (es) Las historias de Marta y Fernando, 1999Prix Nadal 1999
- (es) El valle de las gigantas, 2000
- La Rêveuse, Éditions Flammarion, 2007 ((es) La soñadora, 2001), trad. Gabriel Iaculli, 258 p.  (ISBN 978-2-08-068562-9)
- (es) Pequeño manual de las madres del mundo, R que R, 2003Réédité sous le titre Todas las madres del mundo en 2010
- (es) Los amores imprudentes, 2004
- (es) Mi querida Eva, 2006Prix Mandarache 2008
- (es) El cuarto de al lado, 2007
- (es) El jardín dorado, 2008
- (es) La carta cerrada, 2009
- (es) Tan cerca del aire, 2010Prix de Novela Ciudad de Torrevieja
- (es) Y que se duerma el mar, 2012
- (es) La puerta de los pájaros, 2014Illustré par Pablo Auladell
- (es) Donde no estás, 2014
- (es) No hay amor en la muerte, 2017[1].

### Romans pour enfants
- (es) Una miga de pan, 2000
- (es) Tres cuentos de hadas, 2003Prix national de littérature d'enfance et de jeunesse 2004
- (es) Dulcinea y los caballeros dormidos, 2005
- Le Bébé et l’Agneau, Éditions Syros, 2008 ((es) Un regalo del cielo, 2007), trad. Anne Calmels, 24 p.  (ISBN 978-2-7485-0704-1)Illustré par Elena Odriozola
- (es) El pacto del bosque, 2010

### Essais
- (es) El pozo del alma, 1995
- (es) El hilo azul, 2001Recueil d'articles de journaux
- (es) El libro de los encargos, 2003
- (es) La calle del paraíso, 2006Recueil d'articles de journaux
- (es) Sesión continua, 2008
- (es) Une casa de palaras, 2013

## Prix
- Prix national de littérature narrative 1994 pour El lenguaje de las fuentes
- Prix Nadal 1999 pour Las historias de Marta y Fernando
- Prix national de littérature d'enfance et de jeunesse 2004 pour Tres cuentos de hadas